# Síndrome de Peutz-Jeghers
El síndrome de Peutz-Jeghers es una enfermedad autosómica dominante, se caracteriza por la producción y la presencia de pigmentaciones epidérmicas, además de la presencia de hamartomas gastrointestinales; este hecho fue confirmado en 1987 por Giardello, el cual reportó 31 casos de síndrome de Peutz-Jeghers, con daño gastrointestinal asociado a hamartomas.
Generalmente la presencia de estos síntomas como los hamartomas no se considera perjudicial o maligna, pero, en el síndrome de Peutz-Jeghers varios autores han reportado casos con excesivo daño gastrointestinal. La presencia de las pigmentaciones suele ocurrir por el desplazamiento epitelial debajo de la capa muscular.
La afectación del síndrome de Peutz-Jeghers es, rara; llegando a afectar a 1 de 60 mil nacidos vivos en Estados Unidos, por otro lado se estima que la presencia del síndrome de Peutz-Jeghers tiene mayor incidencia en países de origen asiático.

## Epidemiología
Las estimaciones de prevalencia del síndrome de Peutz-Jeghers (PJS) varían entre 1/25.000 y 1/300.000 nacimientos. Afecta tanto a hombres como mujeres.

## Causas

El síndrome de Peutz-Jeghers se transmite con un patrón autosómico dominante

Es una enfermedad hereditaria causada por la mutación de un gen situado en el cromosoma 19. En 1998 se detectó el gen cuya mutación provoca la enfermedad. Se encuentra situado en el cromosoma 19 y se llama STK11 (LKB1), según se cree es un gen supresor tumoral que se inactiva con la mutación. El trastorno se hereda según un patrón autosómico dominante, por lo cual los hijos de un paciente afectado por el síndrome tienen un 50 % de probabilidades de padecer la enfermedad, independientemente de su sexo.

## Manifestaciones clínicas
No existe una presentación típica del síndrome de Peutz-Jeghers, sin embargo, en algunos pacientes suele predominar las hiper pigmentaciones muco-cutáneas acompañados de pólipos intestinales que a su vez desencadenan cólicos gastro intestinales de moderada o severa intensidad, los mismos causan hemorragia digestiva ya sea esta oscura (melenas) o clara (hematoquecia).
Por otro lado algunos sujetos pueden llegar a presentar enteropatía posiblemente relacionado con los pólipos gastro-intestinales antes expuestos. La pigmentación de manos, pies, labios, boca, fosas nasales y región anal suele aparecer en pacientes con el síndrome de Peutz-Jeghers, sin embargo suelen desaparecer a la edad de 6 años; la variabilidad genética suele causar la gran disparidad de signos existentes.

## Estudios de imagen y de laboratorio
Estudios de laboratorio
Se suele solicitar un conteo de células sanguíneas hemocultivo y valoración de hierro sérico todos ellos relacionados con los pólipos gastro-intestinales y las pérdidas sanguíneas que estos pueden llegar a provocar si llegara a existir ulceración de los mismos.
Estudios de imagen
Las radiografías del intestino delgado se usan para identificar la presencia y localización de pólipos en el intestino delgado en personas que sufren del síndrome de Peutz-Jeghers. Por otro lado la enterografía por TC sirve para detectar pólipos pequeños, especialmente aquellos que presentan ≥ 1 cm de diámetro.

## Pronóstico
Los pólipos intestinales son hamartomas que tienen solo una pequeña probabilidad de transformarse en malignos. Sin embargo, el síndrome de Peutz- Jeghers predispone a quienes lo padecen a un aumento del riesgo de aparición de tumores intestinales y extraintestinales malignos. Así a nivel general los enfermos con el síndrome de Peutz- Jeghers tienen un mayor riesgo de padecer cáncer pancreático-biliar. Situación que se acrecienta con la edad teniendo: un riesgo del 1-2 % a los 20 años, >30 % a los 50 años y más del 80 % a una edad de 70 años. En este sentido muchos niños de tan solo 13 años de edad fueron diagnosticados con adenocarcinoma. Personas de aproximadamente 30 años tienen un 5 % de riesgo de padecer cáncer a esta edad y siendo este porcentaje acumulativo ya que este aumenta a un 85 % a los 70 años. En cuanto que el sexo más afectado por el riesgo cancerígeno es el femenino sobre todo para las variantes gastrointestinales, pancreáticas y ginecológicas cervicales, adenoma de cuello uterino y cáncer de mama con una frecuencia de 8 % a los 40 años y un 31 % a los 60 años.
Los pacientes con síndrome de Peutz-Jeghers tienen una probabilidad aumentada de presentar cáncer en otros órganos, principalmente cáncer de páncreas, cáncer colorrectal cáncer de pulmón, cáncer de mama, cáncer de ovario, cáncer de cérvix y cáncer de testículo.